# Зайцевидни
Зайцевидни (Lagomorpha) е разред растителноядни плацентни бозайници. Разпространен е в почти целия свят с изключение на отделни области, като Антарктика, Мадагаскар, Югоизточна Азия.
Представителите на разреда са средни по размер бозайници. Най-дребни са сеносъбирачите (Ochotona), които са с размера на плъх, а най-едри са зайците (Lepus), някои от които достигат дължина 70 cm. При всички представители ушите са добре развити, а опашката е съвсем къса или липсва. Задните крайници имат по четири пръста, което улеснява придвижването им чрез подскоци.
Най-ранните фосили на зайцевидни, като тези на Eurymylus, са открити в Източна Азия и датират от края на Палеоцена или началото на Еоцена. Представителите на семейство Зайцови (Leporidae) се появяват в края на Еоцена и бързо се разпространяват в цялото Северно полукълбо. Сеносъбирачките се появяват по-късно, през Олигоцена, в Източна Азия.